# Lithurgus xishuangense
Lithurgus xishuangense là một loài Hymenoptera trong họ Megachilidae. Loài này được Wu mô tả khoa học năm 2006.